# Irina Kalent'eva
Irina Nikolaevna Kalent'eva (in russo Ирина Николаевна Калентьева?; tras. angl.: Irina Nikolayevna Kalentieva; Norwash-Shigali, 10 novembre 1977) è un'ex mountain biker russa specializzata in gare di cross country.
Ha vinto la medaglia d'oro ai Campionati del mondo di mountain bike nel 2007 e nel 2009.

Ha inoltre vinto la medaglia di bronzo nella specialità cross country ai Giochi olimpici di Pechino nel 2008 ed è arrivata al quarto posto nella stessa specialità ai Giochi Olimpici di Londra del 2012.

## Palmarès

### Competizioni mondiali
- Campionati del mondo di mountain bike

Campionati del mondo di mountain bike 2003 - cross country: 3º
Campionati del mondo di mountain bike 2007 - cross country: 1º
Campionati del mondo di mountain bike 2008 - cross country: 3º
Campionati del mondo di mountain bike 2009 - cross country: 1º
Campionati del mondo di mountain bike 2010 - cross country: 2º
Campionati del mondo di mountain bike 2011 - cross country: 4º
Campionati del mondo di mountain bike 2012 - cross country: 5º
Campionati del mondo di mountain bike 2013 - cross country: 4º
Campionati del mondo di mountain bike 2014 - cross country: 2º
Campionati del mondo di mountain bike 2015 - cross country: 2º
- Campionati del mondo di mountain bike marathon

Campionati del mondo di mountain bike marathon 2004: 2º
- Giochi olimpici

Giochi Olimpici di Atene del 2004: 13º
Giochi Olimpici di Pechino del 2008: 3º
Giochi Olimpici di Londra del 2012: 4º